# Всесвітня виставка 2017
51°05′29″ пн. ш. 71°24′46″ сх. д. / 51.09125° пн. ш. 71.412806° сх. д.
Експо-2017 Астана — спеціалізована міжнародна виставка, під егідою міжнародне бюро  виставок (МБВ), що відбулась у столиці  Казахстану місті Астана 10 червня — 10 вересня 2017 року. Тема виставки «Енергія майбутнього». Виставку відвідали близько 4 млн осіб, з яких півмільйона приїхали з інших країн.
Головним об'єктом виставки стала сферична будівля «Нур-Алем» (каз. Сяючий світ). Її висота - 100 метрів, а діаметр - 80 метрів. Нур-Алем є найвищою будівлею сферичної форми, поступаючись в діаметрі на 30 метрів арені Ерікссон-Глоб у Стокгольмі.

## Загальні відомості
Виставка, що відбулась під гаслом «Енергія майбутнього», за темою — альтернативні джерела енергії.
Виставка відбулася з 10 червня по 10 вересня 2017 року за участю 115 держав та 22 міжнародних організацій. На Експо-2017 було продемонстровано досягнення і перспективи і галузі використання відновлюваних джерел енергії, а також їх переваги, як екологічна чистота, низька вартість експлуатації і відсутність шкоди для навколишнього середовища. 

## Витрати
На проведення EXPO-2017 з республіканського бюджету Казахстану було виділено  2,1 млрд доларів (565,1 млрд тенге).

## Відвідувачі
Оргкомітет в Астані очікував 5 мільйонів відвідувачів Expo 2017. Виставка надавала відвідувачам вражаючу фантастику майбутнього способу життя людей на землі, яка представлена у 5 предметних напрямках. Виставку в Астані відвідало 3 977 545 осіб.

## Будівництво
Понад 100 компаній, включаючи Zaha Hadid Architects, UNStudio, Snøhetta, HOK та Coop Himmelb(l)au, взяли участь у конкурсі на розробку майданчика Expo 2017 Чиказька фірма Adrian Smith + Gordon Gill Architecture виграла конкурс на ідею дизайну.  Основний об'єм робіт, згідно проекту, був реалізований швейцарською компанією IT-Engineering
Декілька національних та міжнародних будівельних компаній отримали контракти на забудову території. Основний підрядник Mabetex Group, та Sembol, CC Bazis-A LLC, ABK Kurylys-1 LLC, Turquaz-YDA Stroy LLC, Sredazenergostry LLC завершили будівельну частину. Фінансування проекту здійснюється урядом Казахстану та деякими приватними інвесторами, такими як Plast Invest Production LLP, Sonik Company LLP, PolimerMetal-T LLP та Alyugal LLP.

## Використання після Експо
Територія та павільйон Expo 2017 перетворені на комерційний простір для корпоративних, освітніх та дослідницьких організацій, стартапів. Основним орендарем колишнього майданчика Expo є Міжнародний фінансовий центр Астани.

## Критика
Особливу увагу з боку місцевих ЗМІ викликала публікація журналіста Джеймса Палмера, який піддав критиці ЕКСПО-2017, що спричинило великий скандал в Казахстані. Експо була проведена в умовах економічної кризи в країні, і по суті було марним іміджевим проектом.

## Список країн
Європа:
- Німеччина;
- Монако;
- Румунія;
- Франція;
- Швейцарія;
- Туреччина;
- Литва;
- Сербія;
- Угорщина;
- Велика Британія;
- Італія;
- Нідерланди;
- Ватикан;
- Чехія;
- Австрія.

СНД:
- Росія;
- Вірменія ;
- Грузія;
- Азербайджан;
- Узбекистан;
- Туркменістан;
- Білорусь;
- Таджикистан;
- Киргизстан.

Північна Америка, Латинска Америка, Карибський басейн:
- Куба;
- Гондурас;
- Сент-Кітс и Невіс;
- Сент-Вінсент и Гренадини;
- Гренада;
- Болівія;
- Антигуа и Барбуда.

Африка:
- Сенегал;
- Ангола;
- Ліберія;
- Гамбія;
- Мадагаскар;
- Габон;
- Сьєрра-Леоне;
- Буркіна-Фасо;
- Лесото;
- Єгипет.

Азія, Близький Схід і країни Тихого океану:
- ІзраЇль;
- Афганістан;
- Малайзія;
- Індія;
- В'єтнам;
- КНДР;
- Японія;
- Науру;
- Вануату;
- Йорданія;
- Маршаллові острови;
- Китай;
- Тувалу;
- Республіка Корея;
- Індонезія;
- Сінгапур;
- Самоа;
- ОАЕ;
- Фіджі;
- Монголія;
- Іран;
- Соломонові острови.

## Талісман і символ
Маскотами Експо-2017 вибрані Қуат, Мөлдір, Сəуле.
- Қуат (каз. сила, міць) означає енергію, отримувану із землі.
- Мөлдір (каз. прозорість) означає енергію, отримувану з води.
- Сəуле (каз. промінчик) означає енергію, отримувану із сонця.

## Міжнародні павільйони
Павільйони країн-учасників займуть площу 47 160 кв.м.

## Міста-кандидати
Наступні міста були кандидатами на проведення ЕКСПО-2017:
| Місто  | Країна    | Тема                                                         |
| ------ | --------- | ------------------------------------------------------------ |
| Астана | Казахстан | Future Energy                                                |
| Льєж   | Бельгія   | Connecting the World, Linking People, Better Living Together |